# Бакеево (Белорецкий район)
Баке́ево (баш. Баҡый) (второе название села Ирмяк) — село в Белорецком районе Башкортостана России, относится к Зигазинскому сельсовету. До 17 декабря 2004 года являлось центром упраздненного Бакеевского сельсовета. 
В окрестностях в реку Большой Шишеняк впадает река Кужай.
Находится у подножия южной оконечности хребта Большой Калу.

## Население
| 2002 | 2009 | 2010 |
| ---- | ---- | ---- |
| 125  | ↗151 | ↘73  |

В 1795 году при 30 дворах была записана сотня жителей. В середине XIX века насчитывали 358 жителей и 80 дворов.
Согласно переписи 2002 года, преобладающая национальность — башкиры (97 %).

## Географическое положение
Расстояние до:
- районного центра (Белорецк): 125 км,
- центра сельсовета (Зигаза): 25 км,
- ближайшей ж.-д. станции (Улу-Елга): 75 км.

## Религия
В селе есть мечеть Аллаяр.

## Известные люди
В селе родился и вырос Зубай Тухватович Утягулов  (1913 — 1943) — участник Великой Отечественной войны, Герой Советского Союза.

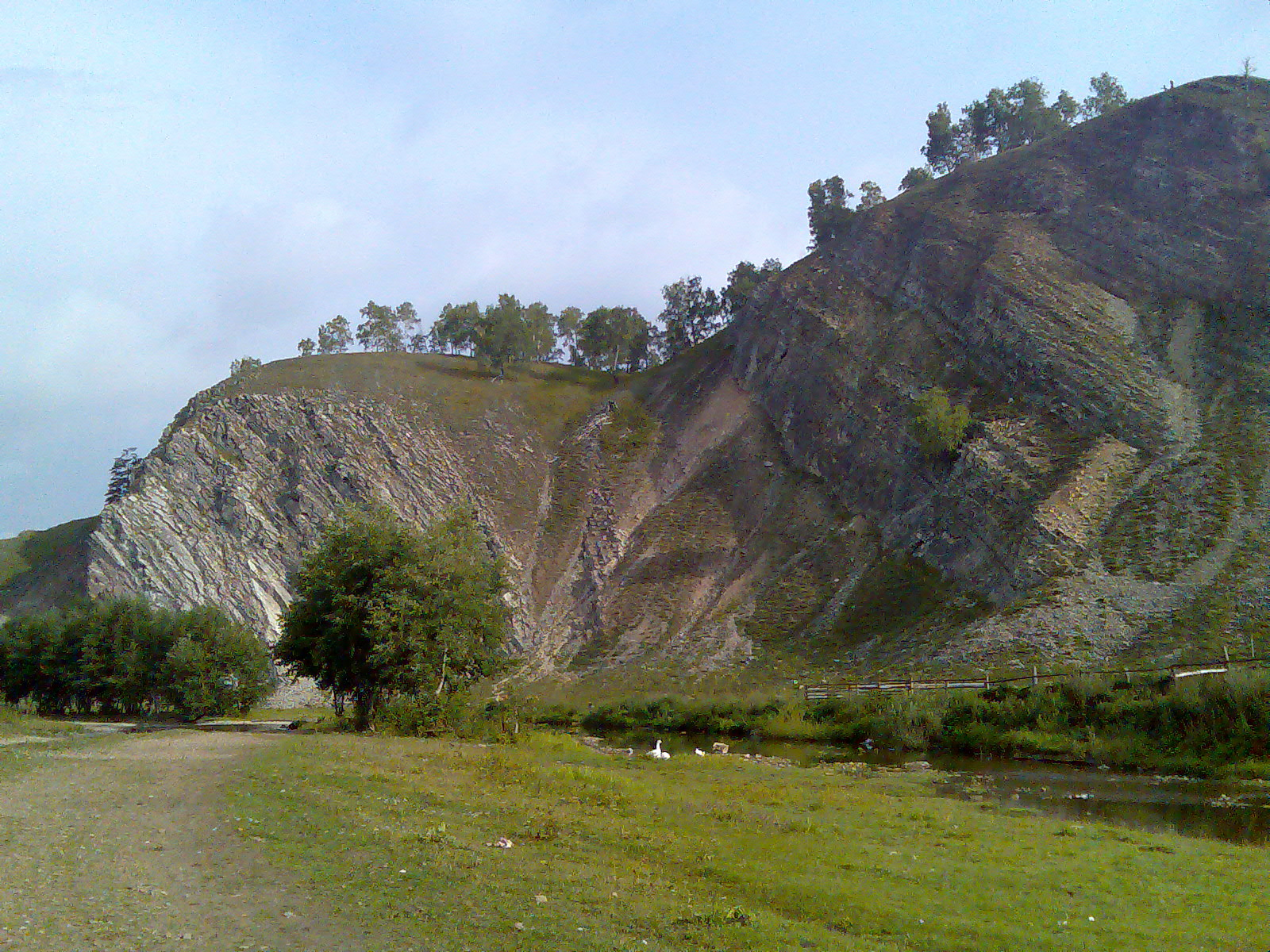
Скалы и река Большой Шишеняк в Бакееве

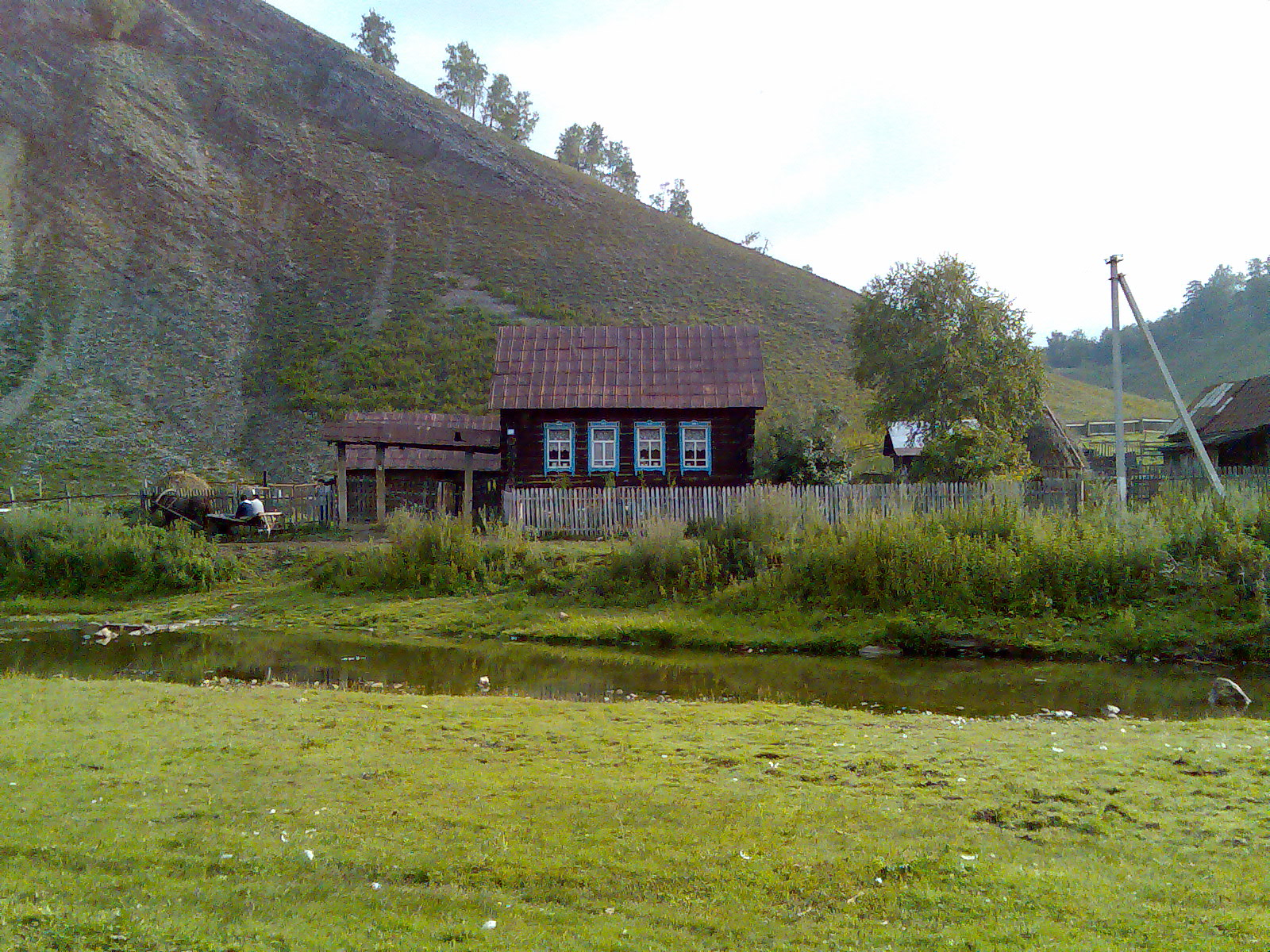
Крайний дом в Бакееве